# Redescends sur Terre
 (avril 2024).
Si vous disposez d'ouvrages ou d'articles de référence ou si vous connaissez des sites web de qualité traitant du thème abordé ici, merci de compléter l'article en donnant les références utiles à sa vérifiabilité et en les liant à la section « Notes et références ».
Albums de  Bijou SVP
Hit Pop
(2000) Live au Zénith de Caen
(2008)
Redescends sur Terre est un album du groupe Bijou dans sa seconde formation (Bijou SVP).

## Titres
1. Les rockeurs de Droite
2. Redescends sur Terre
3. Le refrain ça fait
4. Les papillons noirs
5. Sur mon satellite
6. Psychotic rock
7. T’as pas donné la bonne adresse
8. Les joies de la vie
9. (Beaucoup) Trop cher payé
10. Je veux être noir
11. J’suis pas cap
12. (Je connais) Ton numéro de téléphone (avec la participation de Didier Wampas)